# Tênis de mesa nos Jogos Olímpicos de Verão da Juventude de 2010 - Equipes mistas
O torneio de duplas mistas de tênis de mesa nos Jogos Olímpicos de Verão da Juventude de 2010 ocorreu entre os dias 24 e 26 de agosto no Cingapura Indoor Stadium.

## Medalhistas
|  | JPN Japão               |  | KOR Coreia do Sul         |  | ZZX Equipa mista                               |
|  | Ayuka Tanioka Koki Niwa |  | Yang Ha-Eun Kim Dong-Hyun |  | CHN Gu Yuting TUN Adem Hmam Intercontinental 1 |

## Formato
As 32 duplas mistas foram divididas em oito grupos de quatro atletas. As duas melhores de cada grupo avançaram para as oitavas-de-final e as duas piores para o Torneio de Consolação.

## Duplas
| Nº | Equipe                  | Atleta do sexo feminino  | Atleta do sexo masculino     |
| -- | ----------------------- | ------------------------ | ---------------------------- |
| 1  | Japão (JPN)             | JPN Ayuka Tanioka        | JPN Koki Niwa                |
| 2  | Coreia do Sul (KOR)     | KOR Yang Ha-Eun          | KOR Kim Dong-Hyun            |
| 3  | ZZX Europa1             | ROM Bernadette Szocs     | SWE Hampus Soderlund         |
| 4  | ZZX Intercontinental 1  | CHN Gu Yuting            | TUN Adem Hmam                |
| 5  | Alemanha (GER)          | GER Petrissa Solja       | GER Florian Wagner           |
| 6  | Hong Kong (HKG)         | HKG Ka Yee Ng            | HKG Chung Hei Chiu           |
| 7  | Taipé Chinês (TPE)      | TPE Hsin Huang           | TPE Hung Tzu-Hsiang          |
| 8  | França (FRA)            | FRA Céline Pang          | FRA Simon Gauzy              |
| 9  | Singapura (SIN)         | SIN Isabelle Siyun LI    | SIN Zhe Yu Clarence Chew     |
| 10 | Croácia (CRO)           | CRO Mateja Jeger         | CRO Luka Fučec               |
| 11 | ZZX Europa 2            | POR Maria Xiao           | BEL Emilen Vanrossomme       |
| 12 | Tailândia (THA)         | THA Sutashini Sawetabut  | THA Tanapol Santiwattanatarm |
| 13 | Egito (EGY)             | EGY Dina Mesheref        | EGY Omar Bedair              |
| 14 | Países Baixos (NED)     | NED Britt Eerland        | NED Koen Hageraats           |
| 15 | Hungria (HUN)           | HUN Mercédesz Nagyváradi | HUN Tamás Lakatos            |
| 16 | ZZX Pan-América 1       | USA Ariel Hsing          | PAR Axel Gavilán             |
| 17 | ZZX Europa 3            | GBR Alice Loveridge      | ITA Leornado Mutti           |
| 18 | Brasil (BRA)            | BRA Caroline Kumahara    | BRA Eric Jouti               |
| 19 | ZZX Europa 4            | MDA Olga Bliznet         | POL Konrad Kulpa             |
| 20 | ZZX Europa 5            | BLR Katsiaryna Baravok   | CZE Ondřej Bajger            |
| 21 | Coreia do Norte (PRK)   | PRK Kim Song-I           | PRK Kim Kwang-Song           |
| 22 | ZZX Intercontinental 2  | RUS Yana Noskova         | UZB Elmurod Holikov          |
| 23 | ZZX Pan-América 2       | PUR Carelyn Cordero      | ARG Pablo Saragovi           |
| 24 | Índia (IND)             | IND Mallika Bhandarkar   | IND Avik Das                 |
| 25 | ZZX Europa 6            | SLO Alekseja Galič       | AUT Stefan Leitgeb           |
| 26 | ZZX África 1            | ALG Islem Laid           | NGR Ojo Onalaopo             |
| 27 | ZZX Intercontinental 3  | AUS Lily Phan            | ESA Luis Mejía               |
| 28 | Sri Lanka (SRI)         | SRI Nuwani G. Vithange   | SRI Hasintha Arsa Marakkala  |
| 29 | Nova Zelândia (NZL)     | NZL Julia Wu             | NZL Kevin Wu                 |
| 30 | ZZX Pan-América 3       | GUY Adielle Roshuevel    | ECU Rodrigo Tapia            |
| 31 | ZZX Interncontinental 4 | SMR Letizia Giardi       | MAW Patrick Massah           |
| 32 | ZZX África 2            | CGO Jolie Mafuta Ivoso   | MRI Warren Li Kam Wa         |

## 1ª Fase

### Grupo A
| Equipe                                         | J          | V          | D          | SG         | SP         |
| ---------------------------------------------- | ---------- | ---------- | ---------- | ---------- | ---------- |
| Japão JPN Ayuka Tanioka JPN Koki Niwa          | 2          | 2          | 0          | 6          | 0          |
| Brasil BRA Caroline Kumahara BRA Eric Jouti    | 2          | 1          | 1          | 2          | 4          |
| Pan-América 1 USA Ariel Hsing PAR Axel Gavilán | 2          | 0          | 2          | 1          | 5          |
| Alemanha GER Petrissa Solja GER Florian Wagner | Desistiram | Desistiram | Desistiram | Desistiram | Desistiram |

| 24 de agosto                     |                     |                                      |        |
| 10:00                            |                     |                                      |        |
| JPN Ayuka Tanioka JPN Koki Niwa  | 3-0 (3–0, 3–0, 3-0) | BRA Caroline Kumahara BRA Eric Jouti | Mesa 1 |
| 15:00                            |                     |                                      |        |
| JPN Ayuka Tanioka JPN Koki Niwa  | 3-0 (3–2, 3–0, 3-0) | USA Ariel Hsing PAR Axel Gavilán     | Mesa 3 |
| 18:00                            |                     |                                      |        |
| USA Ariel Hsing PAR Axel Gavilán | 1-2 (1-3, 3–1, 2-3) | BRA Caroline Kumahara BRA Eric Jouti | Mesa 1 |

### Grupo B
| Equipe                                                   | J | V | D | SG | SP |
| -------------------------------------------------------- | - | - | - | -- | -- |
| Coreia do Sul KOR Yang Ha-Eun KOR Kim Dong-Hyun          | 3 | 3 | 0 | 9  | 0  |
| Hungria HUN Mercédesz Nagyváradi HUN Tamás Lakatos       | 3 | 2 | 1 | 5  | 4  |
| Europa 5 BLR Katsiaryna Baravok CZE Ondřej Bajger        | 3 | 1 | 2 | 4  | 5  |
| Intercontinental 4 SMR Letizia Giardi MAW Patrick Massah | 3 | 0 | 3 | 0  | 9  |

| 24 de agosto                                       |                     |                                                          |        |
| 11:30                                              |                     |                                                          |        |
| Coreia do Sul KOR Yang Ha-Eun KOR Kim Dong-Hyun    | 3-0 (3–1, 3–1, 3-0) | Europa 5 BLR Katsiaryna Baravok CZE Ondřej Bajger        | Mesa 2 |
| 11:30                                              |                     |                                                          |        |
| Hungria HUN Mercédesz Nagyváradi HUN Tamás Lakatos | 3-0 (3–0, 3–0, 3-0) | Intercontinental 4 SMR Letizia Giardi MAW Patrick Massah | Mesa 6 |
| 16:30                                              |                     |                                                          |        |
| Coreia do Sul KOR Yang Ha-Eun KOR Kim Dong-Hyun    | 3-0 (3–0, 3–2, 3-0) | Hungria HUN Mercédesz Nagyváradi HUN Tamás Lakatos       | Mesa 3 |
| 16:30                                              |                     |                                                          |        |
| Europa 5 BLR Katsiaryna Baravok CZE Ondřej Bajger  | 3-0 (3–1, 3–0, 3-0) | Intercontinental 4 SMR Letizia Giardi MAW Patrick Massah | Mesa 5 |
| 19:30                                              |                     |                                                          |        |
| Coreia do Sul KOR Yang Ha-Eun KOR Kim Dong-Hyun    | 3-0 (3–0, 3–0, 3-0) | Intercontinental 4 SMR Letizia Giardi MAW Patrick Massah | Mesa 5 |
| 19:30                                              |                     |                                                          |        |
| Hungria HUN Mercédesz Nagyváradi HUN Tamás Lakatos | 2-1 (3–0, 3–0, 1-3) | Europa 5 BLR Katsiaryna Baravok CZE Ondřej Bajger        | Mesa 3 |

### Grupo C
| Equipe                                               | J | V | D | SG | SP |
| ---------------------------------------------------- | - | - | - | -- | -- |
| Europa 1 ROM Bernadette Szocs SWE Hampus Soderlund   | 3 | 3 | 0 | 7  | 2  |
| Europa 4 MDA Olga Bliznet POL Konrad Kulpa           | 3 | 2 | 1 | 6  | 3  |
| Europa 3 GBR Alice Loveridge ITA Leonardo Mutti      | 3 | 1 | 2 | 5  | 4  |
| África 2 CGO Jolie Mafuta Ivoso MRI Warren Li Kam Wa | 3 | 0 | 3 | 0  | 9  |

| 24 de agosto                                       |                     |                                                      |        |
| 10:00                                              |                     |                                                      |        |
| Europa 1 ROM Bernadette Szocs SWE Hampus Soderlund | 2-1 (3–0, 1-3, 3-1) | Europa 4 MDA Olga Bliznet POL Konrad Kulpa           | Mesa 2 |
| 10:00                                              |                     |                                                      |        |
| Europa 3 GBR Alice Loveridge ITA Leonardo Mutti    | 3-0 (3–0, 3–0, 3-1) | África 2 CGO Jolie Mafuta Ivoso MRI Warren Li Kam Wa | Mesa 5 |
| 15:00                                              |                     |                                                      |        |
| Europa 1 ROM Bernadette Szocs SWE Hampus Soderlund | 2-1 (3–0, 2-3, 3-1) | Europa 3 GBR Alice Loveridge ITA Leonardo Mutti      | Mesa 8 |
| 15:00                                              |                     |                                                      |        |
| Europa 4 MDA Olga Bliznet POL Konrad Kulpa         | 3-0 (3–0, 3–0, 3-0) | África 2 CGO Jolie Mafuta Ivoso MRI Warren Li Kam Wa | Mesa 7 |
| 18:00                                              |                     |                                                      |        |
| Europa 1 ROM Bernadette Szocs SWE Hampus Soderlund | 3-0 (3–0, 3–1, 3-0) | África 2 CGO Jolie Mafuta Ivoso MRI Warren Li Kam Wa | Mesa 6 |
| 18:00                                              |                     |                                                      |        |
| Europa 3 GBR Alice Loveridge ITA Leonardo Mutti    | 1-2 (0-3, 3–0, 1-3) | Europa 4 MDA Olga Bliznet POL Konrad Kulpa           | Mesa 3 |

### Grupo D
| Equipe                                                | J | V | D | SG | SP |
| ----------------------------------------------------- | - | - | - | -- | -- |
| Intercontinental 1 CHN Gu Yuting TUN Adem Hmam        | 3 | 3 | 0 | 6  | 3  |
| Coreia do Norte PRK Kim Song-I PRK Kim Kwang-Song     | 3 | 2 | 1 | 6  | 3  |
| Países Baixos NED Britt Eerland NED Koen Hageraats    | 3 | 1 | 2 | 5  | 4  |
| Pan-América 3 GUY Adielle Rosheuvel ECU Rodrigo Tapia | 3 | 0 | 3 | 1  | 8  |

| 24 de agosto                                       |                     |                                                       |        |
| 11:30                                              |                     |                                                       |        |
| Intercontinental 1 CHN Gu Yuting TUN Adem Hmam     | 2-1 (3–1, 0-3, 3-2) | Coreia do Norte PRK Kim Song-I PRK Kim Kwang-Song     | Mesa 3 |
| 11:30                                              |                     |                                                       |        |
| Países Baixos NED Britt Eerland NED Koen Hageraats | 3-0 (3–0, 3–1, 3-0) | Pan-América 3 GUY Adielle Rosheuvel ECU Rodrigo Tapia | Mesa 5 |
| 16:30                                              |                     |                                                       |        |
| Intercontinental 1 CHN Gu Yuting TUN Adem Hamam    | 2-1 (3–0, 1-3, 3-1) | Países Baixos NED Britt Eerland NED Koen Hageraats    | Mesa 6 |
| 16:30                                              |                     |                                                       |        |
| Coreia do Norte PRK Kim Song-I PRK Kim Kwang-Song  | 3-0 (3–0, 3–0, 3-0) | Pan-América 3 GUY Adielle Rosheuvel ECU Rodrigo Tapia | Mesa 4 |
| 19:30                                              |                     |                                                       |        |
| Intercontinental 1 CHN Gu Yuting TUN Adem Hmam     | 2-1 (3–0, 1-3, 3-0) | Pan-América 3 GUY Adielle Rosheuvel ECU Rodrigo Tapia | Mesa 6 |
| 19:30                                              |                     |                                                       |        |
| Países Baixos NED Britt Eerland NED Koen Hageraats | 1-2 (0-3, 3–1, 1-3) | Coreia do Norte PRK Kim Song-I PRK Kim Kwang-Song     | Mesa 2 |

### Grupo E
| Atleta                                                          | J | V | D | SG | SP |
| --------------------------------------------------------------- | - | - | - | -- | -- |
| Tailândia THA Suthasini Sawettabut THA Tanapol Santiwattanatarm | 3 | 3 | 0 | 7  | 2  |
| Hong Kong HKG Ka Yee Ng HKG Chung Hei Chiu                      | 3 | 2 | 1 | 7  | 2  |
| Índia IND Mallika Bhandarkar IND Avik Das                       | 3 | 1 | 2 | 4  | 5  |
| Sri Lanka SRI Nuwani Vithanage SRI Hasintha Arsa Marakkala      | 3 | 0 | 3 | 0  | 9  |

| 24 de agosto                                                    |                     |                                                                 |        |
| 10:00                                                           |                     |                                                                 |        |
| Hong Kong HKG Ka Yee Ng HKG Chung Hei Chiu                      | 3-0 (3–0, 3–0, 3-0) | Índia IND Mallika Bhandarkar IND Avik Das                       | Mesa 3 |
| 10:00                                                           |                     |                                                                 |        |
| Tailândia THA Suthasini Sawettabut THA Tanapol Satiwattanatarm  | 3-0 (3–0, 3–2, 3-0) | Sri Lanka SRI Nuwani Vithanage SRI Hasintha Arsa Marakkala      | Mesa 6 |
| 15:00                                                           |                     |                                                                 |        |
| Hong Kong HKG Ka Yee Ng HKG Chung Hei Chiu                      | 1-2 (2-3, 3–2, 1-3) | Tailândia THA Suthasini Sawettabut THA Tanapol Santiwattanatarm | Mesa 1 |
| 15:00                                                           |                     |                                                                 |        |
| Índia IND Mallika Bhandarkar IND Avik Das                       | 3-0 (3–0, 3–2, 3-2) | Sri Lanka SRI Nuwani Vithanage SRI Hasintha Arsa Marakkala      | Mesa 4 |
| 18:00                                                           |                     |                                                                 |        |
| Hong Kong HKG Ka Yee Ng HKG Chung Hei Chiu                      | 3-0 (3–1, 3–2, 3-1) | Sri Lanka SRI Nuwani Vithanage SRI Hasintha Arsa Marakkala      | Mesa 5 |
| 18:00                                                           |                     |                                                                 |        |
| Tailândia THA Suthasini Sawettabut THA Tanapol Santiwattanatarm | 2-1 (3–0, 2-3, 3-1) | Índia IND Mallika Bhandarkar IND Avik Das                       | Mesa 2 |

### Grupo F
| Equipe                                               | J | V | D | SG | SP |
| ---------------------------------------------------- | - | - | - | -- | -- |
| Taipé Chinês TPE Hsin Huang TPE Tzu-Hsiang Hung      | 3 | 3 | 0 | 9  | 0  |
| Croácia CRO Mateja Jeger CRO Luka Fučec              | 3 | 2 | 1 | 6  | 3  |
| Pan-América 2 PUR Carelyn Cordero ARG Pablo Saragovi | 3 | 1 | 2 | 3  | 6  |
| Nova Zelândia NZL Julia Wu NZL Kevin Wu              | 3 | 0 | 3 | 0  | 9  |

| 24 de agosto                                         |                     |                                                      |        |
| 11:30                                                |                     |                                                      |        |
| Taipé Chinês TPE Hsin Huang TPE Tzu-Hsiang Hung      | 3-0 (3–0, 3–0, 3-0) | Pan-América 2 PUR Carelyn Cordero ARG Pablo Saragovi | Mesa 4 |
| 11:30                                                |                     |                                                      |        |
| Croácia CRO Mateja Jeger CRO Luka Fučec              | 3-0 (3–0, 3–1, 3-1) | Nova Zelândia NZL Julia Wu NZL Kevin Wu              | Mesa 7 |
| 16:30                                                |                     |                                                      |        |
| Taipé Chinês TPE Hsin Huang TPE Tzu-Hsiang Hung      | 3-0 (3–1, 3–1, 3-0) | Croácia CRO Mateja Jeger CRO Luka Fučec              | Mesa 2 |
| 16:30                                                |                     |                                                      |        |
| Pan-América 2 PUR Carelyn Cordero ARG Pablo Saragovi | 3-0 (3–0, 3–1, 3-1) | Nova Zelândia NZL Julia Wu NZL Kevin Wu              | Mesa 7 |
| 19:30                                                |                     |                                                      |        |
| Taipé Chinês TPE Hsin Huang TPE Tzu-Hsiang Hung      | 3-0 (3–0, 3–0, 3-0) | Nova Zelândia NZL Julia Wu NZL Kevin Wu              | Mesa 7 |
| 19:30                                                |                     |                                                      |        |
| Croácia CRO Mateja Jeger CRO Luka Fučec              | 3-0 (3–0, 3–1, 3-0) | Pan-América 2 PUR Carelyn Cordero ARG Pablo Saragovi | Mesa 1 |

### Grupo G
| Equipe                                          | J | V | D | SG | SP |
| ----------------------------------------------- | - | - | - | -- | -- |
| França FRA Céline Pang FRA Simon Gauzy          | 3 | 3 | 0 | 7  | 2  |
| Europa 2 POR Maria Xiao BEL Emilien Vanrossomme | 3 | 2 | 1 | 7  | 2  |
| Europa 6 SLO Alex Galic AUT Stefan Leitgeb      | 3 | 1 | 2 | 4  | 5  |
| Intercontinental 3 AUS Lily Phan ESA Luis Mejía | 3 | 0 | 3 | 0  | 9  |

| 24 de agosto                                    |                     |                                                 |        |
| 10:00                                           |                     |                                                 |        |
| França FRA Céline Pang FRA Simon Gauzy          | 2-1 (3–0, 3–0, 2-3) | Europa 6 SLO Alex Galic AUT Stefan Leitgeb      | Mesa 4 |
| 10:00                                           |                     |                                                 |        |
| Europa 2 POR Maria Xiao BEL Emilien Vanrossomme | 3-0 (3–0, 3–0, 3-0) | Intercontinental 3 AUS Lily Phan ESA Luis Mejía | Mesa 7 |
| 15:00                                           |                     |                                                 |        |
| França FRA Céline Pang FRA Simon Gauzy          | 2-1 (0-3, 3–1, 3-1) | Europa 2 POR Maria Xiao BEL Emilien Vanrossomme | Mesa 2 |
| 15:00                                           |                     |                                                 |        |
| Europa 6 SLO Alex Galic AUT Stefan Leitgeb      | 3-0 (3–0, 3–1, 3-0) | Intercontinental 3 AUS Lily Phan ESA Luis Mejía | Mesa 5 |
| 18:00                                           |                     |                                                 |        |
| França FRA Céline Pang FRA Simon Gauzy          | 3-0 (3–0, 3–0, 3-0) | Intercontinental 3 AUS Lily Phan ESA Luis Mejía | Mesa 4 |
| 18:00                                           |                     |                                                 |        |
| Europa 2 POR Maria Xiao BEL Emilien Vanrossomme | 3-0 (3–0, 3–1, 3-2) | Europa 6 SLO Alex Galic AUT Stefan Leitgeb      | Mesa 7 |

### Grupo H
| Equipe                                                   | J | V | D | SG | SP |
| -------------------------------------------------------- | - | - | - | -- | -- |
| Cingapura SIN Isabelle Siyun Li SIN Zhe Yu Clarence Chew | 3 | 3 | 0 | 7  | 2  |
| Egito EGY Dina Meshref EGY Omar Bedair                   | 3 | 2 | 1 | 5  | 4  |
| Intercontinental 2 RUS Yana Noskova UZB Elmurod Holikov  | 3 | 1 | 2 | 3  | 6  |
| África 1 ALG Islem Laid NGR Ojo Onaolapo                 | 3 | 0 | 3 | 3  | 6  |

| 24 de agosto                                             |                     |                                                         |        |
| 11:30                                                    |                     |                                                         |        |
| Cingapura SIN Isabelle Siyun Li SIN Zhe Yu Clarence Chew | 2-1 (2-3, 3–0, 3-1) | Intercontinental 2 RUS Yana Noskova UZB Elmurod Holikov | Mesa 1 |
| 11:30                                                    |                     |                                                         |        |
| Egito EGY Dina Meshref EGY Omar Bedair                   | 2-1 (3–0, 3–2, 0-3) | África 1 ALG Islem Laid NGR Ojo Onaolapo                | Mesa 8 |
| 16:30                                                    |                     |                                                         |        |
| Cingapura SIN Isabelle Siyun Li SIN Zhe Yu Clarence Chew | 3-0 (3–0, 3–1, 3-1) | Egito EGY Dina Meshref EGY Omar Bedair                  | Mesa 1 |
| 16:30                                                    |                     |                                                         |        |
| Intercontinental 2 RUS Yana Noskova UZB Elmurod Holikov  | 2-1 (3–0, 0-3, 3-0) | África 1 ALG Islem Laid NGR Ojo Onaolapo                | Mesa 8 |
| 19:30                                                    |                     |                                                         |        |
| Cingapura SIN Isabelle Siyun Li SIN Zhe Yu Clarence Chew | 2-1 (3–0, 1-3, 3-0) | África 1 ALG Islem Laid NGR Ojo Onalapo                 | Mesa 1 |
| 19:30                                                    |                     |                                                         |        |
| Egito EGY Dina Meshref EGY Omar Bedair                   | 3-0 (3–2, 3–0, 3-1) | Intercontinental 2 RUS Yana Noskova UZB Elmurod Holikov | Mesa 8 |

## Torneio de Consolação

### 1ª rodada
| 25 de agosto                                               |                     |                                                          |        |
| 10:00                                                      |                     |                                                          |        |
| Países Baixos NED Britt Eerland NED Koen Hageraats         | 0-2 (WO)            | Intercontinental 4 SMR Letizia Giardi MAW Patrick Massah | Mesa 3 |
| 10:00                                                      |                     |                                                          |        |
| Nova Zelândia NZL Julia Wu NZL Kevin Wu                    | 1-2 (0-3, 3–2, 1-3) | Índia IND Mallika Bhandarkar IND Avik Das                | Mesa 2 |
| 10:00                                                      |                     |                                                          |        |
| Pan-Américan 2 PUR Carelyn Cordero ARG Pablo Saragovi      | 2-0 (WO)            | Alemanha GER Petrissa Solja GER Florian Wagner           | Mesa 8 |
| 10:00                                                      |                     |                                                          |        |
| Intercontinental 3 AUS Lily Phan ESA Luis Mejía            | 0-2 (2-3, 0-3)      | Europa 3 GBR Alice Loveridge ITA Leonardo Mutti          | Mesa 4 |
| 10:00                                                      |                     |                                                          |        |
| Pan-América 1 USA Ariel Hsing PAR Axel Gavilán             | 2-0 (WO)            | África 1 ALG Islem Laid NGR Ojo Onaolapo                 | Mesa 7 |
| 10:00                                                      |                     |                                                          |        |
| Pan-América 3 GUY Adielle Rosheuvel ECU Rodrigo Tapia      | 0-2 (0-3, 0-3)      | Europa 6 SLO Alex Galic AUT Stefan Leitgeb               | Mesa 5 |
| 10:00                                                      |                     |                                                          |        |
| Intercontinental 2 RUS Yana Noskova UZB Elmurod Holikov    | 2-0 (3–0, 3–0)      | África 2 CGO Jolie Mafuta Ivoso MRI Warren Li Kam Wa     | Mesa 6 |
| 10:00                                                      |                     |                                                          |        |
| Sri Lanka SRI Nuwani Vithanage SRI Hasintha Arsa Marakkala | 0-2 (2-3, 2-3)      | Europa 5 BLR Katsiaryna Baravok CZE Ondřej Bajger        | Mesa 1 |

### 2ª rodada
| 25 de agosto                                             |                     |                                                   |        |
| 16:30                                                    |                     |                                                   |        |
| Intercontinental 4 SMR Letizia Giardi MAW Patrick Massah | 0-2 (0-3, 0-3)      | Índia IND Mallika Bhandarkar IND Avik Das         | Mesa 4 |
| 16:30                                                    |                     |                                                   |        |
| Pan-América 2 PUR Carelyn Cordero ARG Pablo Saragovi     | 1-2 (3–2, 2-3, 1-3) | Europa 3 GBR Alice Loveridge ITA Leonardo Mutti   | Mesa 1 |
| 16:30                                                    |                     |                                                   |        |
| Pan-América 1 USA Ariel Hsing PAR Axel Gavilán           | 0-2 (1-3, 2-3)      | Europa 6 SLO Alex Galic AUT Stefan Leitgeb        | Mesa 2 |
| 16:30                                                    |                     |                                                   |        |
| Intercontinental 2 RUS Yana Noskova UZB Elmurod Holikov  | 0-2 (WO)            | Europa 5 BLR Katsiaryna Baravok CZE Ondřej Bajger | Mesa 3 |

## Fase final
| Oitavas-de-final 25 de agosto | Oitavas-de-final 25 de agosto                                   | Oitavas-de-final 25 de agosto | Oitavas-de-final 25 de agosto | Oitavas-de-final 25 de agosto |  |    | Quartas-de-final 25 de agosto                                   | Quartas-de-final 25 de agosto                                   | Quartas-de-final 25 de agosto | Quartas-de-final 25 de agosto | Quartas-de-final 25 de agosto |  |  | Semifinais 25 de agosto | Semifinais 25 de agosto                           | Semifinais 25 de agosto | Semifinais 25 de agosto | Semifinais 25 de agosto |  |                                | Final 26 de agosto                             | Final 26 de agosto                                | Final 26 de agosto             | Final 26 de agosto             | Final 26 de agosto |
|                               |                                                                 |                               |                               |                               |  |    |                                                                 |                                                                 |                               |                               |                               |  |  |                         |                                                   |                         |                         |                         |  |                                |                                                |                                                   |                                |                                |                    |
| 1                             | Japão JPN Ayuka Tanioka JPN Koki Niwa                           | 3                             | 3                             |                               |  |    |                                                                 |                                                                 |                               |                               |                               |  |  |                         |                                                   |                         |                         |                         |  |                                |                                                |                                                   |                                |                                |                    |
| 6                             | Hong Kong HKG Ka Yee Ng HKG Chung Hei Chiu                      | 2                             | 2                             |                               |  |    | 1                                                               | Japão JPN Ayuka Tanioka JPN Koki Niwa                           | 0                             | 3                             | 3                             |  |  |                         |                                                   |                         |                         |                         |  |                                |                                                |                                                   |                                |                                |                    |
| 19                            | Europa 4 MDA Olga Bliznet POL Konrad Kulpa                      | 0                             | 1                             |                               |  | 9  | Cingapura SIN Isabelle Siyun Li SIN Zhe Yu Zhe Yu Clarence Chew | 3                                                               | 1                             | 2                             |                               |  |  |                         |                                                   |                         |                         |                         |  |                                |                                                |                                                   |                                |                                |                    |
| 9                             | Cingapura SIN Isabelle Siyun Li SIN Zhe Yu Clarence Chew        | 3                             | 3                             |                               |  |    |                                                                 |                                                                 |                               |                               |                               |  |  | 1                       | Japão JPN Ayuka Tanioka JPN Koki Niwa             | 0                       | 3                       | 3                       |  |                                |                                                |                                                   |                                |                                |                    |
| 7                             | Taipé Chinês TPE Hsin Huang TPE Tzu-Hsiang Hung                 | 3                             | 3                             |                               |  |    |                                                                 |                                                                 |                               |                               |                               |  |  | 4                       | Intercontinental 1 CHN Gu Yuting TUN Adem Hmam    | 3                       | 0                       | 1                       |  |                                |                                                |                                                   |                                |                                |                    |
| 15                            | Hungria HUN Mercédesz Nagyváradi HUN Tamás Lakatos              | 2                             | 1                             |                               |  |    | 7                                                               | Taipé Chinês TPE Hsin Huang TPE Tzu-Hsiang Hung                 | 0                             | 3                             | 1                             |  |  |                         |                                                   |                         |                         |                         |  |                                |                                                |                                                   |                                |                                |                    |
| 11                            | Europa 2 POR Maria Xiao BEL Emilien Vanrossomme                 | 0                             | 3                             | 2                             |  | 4  | Intercontinental 1 CHN Gu Yuting TUN Adem Hmam                  | 3                                                               | 0                             | 3                             |                               |  |  |                         |                                                   |                         |                         |                         |  |                                |                                                |                                                   |                                |                                |                    |
| 4                             | Intercontinental 1 CHN Gu Yuting TUN Adem Hmam                  | 3                             | 2                             | 3                             |  |    |                                                                 |                                                                 |                               |                               |                               |  |  |                         |                                                   |                         |                         |                         |  |                                | 1                                              | Japão JPN Ayuka Tanioka JPN Koki Niwa             | 2                              | 3                              | 3                  |
| 3                             | Europa 1 ROM Bernadette Szocs SWE Hampus Soderlund              | 3                             | 3                             |                               |  |    |                                                                 |                                                                 |                               |                               |                               |  |  |                         |                                                   |                         |                         |                         |  |                                | 2                                              | Coreia do Sul KOR Yang Ha-Eun KOR Kim Dong-Hyun   | 3                              | 2                              | 2                  |
| 18                            | Brasil BRA Caroline Kumahara BRA Eric Jouti                     | 1                             | 1                             |                               |  |    | 3                                                               | Europa 1 ROM Bernadette Szocs SWE Hampus Soderlund              | 2                             | 3                             | 2                             |  |  |                         |                                                   |                         |                         |                         |  |                                |                                                |                                                   |                                |                                |                    |
| 21                            | Coreia do Norte PRK Kim Song-I PRK Kim Kwang-Song               | 3                             | 3                             |                               |  | 21 | Coreia do Norte PRK Kim Song-I PRK Kim Kwang-Song               | 3                                                               | 0                             | 3                             |                               |  |  |                         |                                                   |                         |                         |                         |  |                                |                                                |                                                   |                                |                                |                    |
| 8                             | França FRA Céline Pang FRA Simon Gauzy                          | 0                             | 0                             |                               |  |    |                                                                 |                                                                 |                               |                               |                               |  |  | 21                      | Coreia do Norte PRK Kim Song-I PRK Kim Kwang-Song | 1                       | 1                       |                         |  |                                |                                                |                                                   |                                |                                |                    |
| 12                            | Tailândia THA Suthasini Sawettabut THA Tanapol Santiwattanatarm | 3                             | 3                             |                               |  |    |                                                                 |                                                                 |                               |                               |                               |  |  | 2                       | Coreia do Sul KOR Yang Ha-Eun KOR Kim Dong-Hyun   | 3                       | 3                       |                         |  |                                |                                                |                                                   |                                |                                |                    |
| 10                            | Croácia CRO Mateja Jeger CRO Luka Fučec                         | 0                             | 2                             |                               |  |    | 12                                                              | Tailândia THA Suthasini Sawettabut THA Tanapol Santiwattanatarm | 0                             | 1                             |                               |  |  |                         |                                                   |                         |                         |                         |  | Disputa do bronze 26 de agosto | Disputa do bronze 26 de agosto                 | Disputa do bronze 26 de agosto                    | Disputa do bronze 26 de agosto | Disputa do bronze 26 de agosto |                    |
| 13                            | Egito EGY Dina Meshref EGY Omar Bedair                          | 1                             | 2                             |                               |  | 2  | Coreia do Sul KOR Yang Ha-Eun KOR Kim Dong-Hyun                 | 3                                                               | 3                             |                               |                               |  |  |                         |                                                   |                         |                         |                         |  | 4                              | Intercontinental 1 CHN Gu Yuting TUN Adem Hmam | 3                                                 | 2                              | 3                              |                    |
| 2                             | Coreia do Sul KOR Yang Ha-Eun KOR Kim Dong-Hyun                 | 3                             | 3                             |                               |  |    |                                                                 |                                                                 |                               |                               |                               |  |  |                         |                                                   |                         |                         |                         |  |                                | 21                                             | Coreia do Norte PRK Kim Song-I PRK Kim Kwang-Song | 0                              | 3                              | 1                  |